# Emil Brusewitz
Emil Henric Brusewitz, född den 17 december 1840 i Göteborg, död den 24 september 1908 i Stockholm, var en svensk myntdirektör.

## Biografi
Brusewitz avlade 1867 bergsexamen vid Uppsala universitet samt 1868 avgångsexamen vid Falu bergsskola, och var sedan 1869 tjänsteman på Järnkontorets metallurgiska stat. 
Han var direktör för Kungliga Myntet från 1876 till sin död 1908. Hans myntpräglingssignatur var E.B.
Brusewitz var medlem av Stockholms stadsfullmäktige 1878–1881 och ingick även i kyrkorådet i Kungsholms församling. 
Han skrev artiklar av numismatiskt innehåll i Nordisk familjebok.
Emil Brusewitz är begravd på Norra begravningsplatsen utanför Stockholm. Han var kusin till Eric Cornelius Brusewitz och far till Per Emil Brusewitz.